# Microeubria jaechi
Microeubria jaechi is een keversoort uit de familie keikevers (Psephenidae). De wetenschappelijke naam van de soort werd in 1994 gepubliceerd door Lee & Yang.